# Сексапільність
Сексапі́льність — сексуальна привабливість, чуттєва манера поведінки, яка привертає увагу і провокує на думки про секс. Традиційно ототожнювалася з жіночністю, проте з розвитком суспільства стала властива і чоловікам.
Сексуальні атрибути людини можна розділити на змінні (динамічні, зазвичай періодичні, гормонально залежні) та постійні. До постійних можна віднести сексуальні зовнішні дані. До динамічних — сексуальна поведінка, біологічним змістом якої є залучення партнера для спаровування.
Сексапільна людина може як виглядати більш-менш постійно сексуально привабливо (зовнішній вигляд), так і періодично додавати елементи сексуальної поведінки.
У сучасних засобах масової інформації сексапільність визначається бажаннями кого-небудь як сексуального об'єкта. Останнім часом сексапільність часто плутають з сексуальністю. Сексапільність широко використовується в просуванні товарів і послуг як сексуальних образів у рекламі.